# تاريخ الصناعة في قطر
الصناعة في تاريخ قطر وهي توضيح يشير إلى المقومات التي ساعدت قطر القديمة على النهوض بالصناعة، بالإضافة إلى أنواع الصناعات المختلفة التي اشتهر بها أهل المنطقة، بالإضافة إلى المهن والحرف التي امتهنوها.

## مقومات الصناعة
توفَّر في قطر كثير من مقومات الصناعة، فساعدت على قيام عدد من الصناعات، ومن أهم تلك المقومات:

### (أ‌)	المواد الخام
توفَّرت في قطر بعض المواد الخام على اختلاف أنواعها، (زراعية وحيوانية ومعدنية)، وكانت عاملًا أساسيّا لقيام الصناعة في كثير من المجالات المختلفة.
من المعروف أن بعض الصناعات تعتمد على خامات زراعية؛ مثل صناعة المنسوجات المعتمدة على القطن، والذي كان متوفرا في قطر، كما اشتهرت قطر بتوفُّر الثروة الحيوانية، التي يُستفاد من صوفها وجلودها في المصنوعات الجلدية، وهو الأمر الذي ساعدها على قيام عدد من الصناعات الجلدية.
ويبدو أن المعادن كانت نادرة الوجود في قطر وغيرها من بلدان الخليج، عدا معدن النحاس الذي وجِد في قطر والبحرين، وكان إحدى السلع الصادرة من الخليج كما ذكرنا، وكانت له أهمية كبيرة في قيام بعض الصناعات المعدنية في قطر.
وعلى الرغم من أن تلك المواد لم تكن كافية لتلبية احتياجات الصناعات لإنتاج قدر وافر من المصنوعات، أو على الأقل الوصول إلى حد الاكتفاء الذاتي منها، ساعد موقع قطر الاستراتيجي في ملتقى خطوط التجارة البحرية، إلى أبعد الحدود، على استيراد كثير من المواد الخام، وبالتالي سد بعض النقص الذي كانت تعاني منه الصناعة.

### (ب‌)	الأيدي العاملة
سمح التنوع في المواد الخام، المحلية والمستوردة، بتعدد الصناعات وانتشارها في قطر، ولهذا كان توفير العديد من الأيدي العاملة ذات الخبرة والمهارة أمرا ملزمًا. وتجدر الإشارة إلى أن قطر وُجد فيها كثير من الحرفيين المهرة في الصناعات المختلفة، نتيجة الممارسة الطويلة في هذا المجال، ولعل هذا ما يفسر لنا شهرة قطر في صناعة المنسوجات، تلك الشهرة التي لم تأت من فراغ، بل كانت نتيجة لخبرات متراكمة، ومع هذا حرص القطريون منذ القدم على جلب أمهر الصُّناع من عدد من البلدان للاستفادة من خبراتهم.
وعلى الرغم من شهرة قطر في مجال صناعة السفن منذ القدم، ووجود عمال مهرة فيها، لم يمنع ذلك من جلب بعض المهرة من البلدان المجاورة، حرصًا منها على تبادل الخبرات وتطوير المهارات والتلاقح الحضاري في هذه الصناعة، من خلال الوقوف على ما استجد في هذا المضمار، من حيث التطور والنوع والشكل.

### (ج) السوق
إن الصناعة لا تتحقق من خلال وجود مقومات المواد الخام والأيدي العاملة فحسب، بل تحتاج أيضا إلى سوق تُصرف فيها المنتجات الصناعية والعكس، وقد تمتعت قطر بهذه المَزِيَّة؛ حيث كانت سوقا مفتوحة لمناطق الجزيرة العربية والعالم الخارجي، وقد أشرنا إلى ذلك عند الحديث عن التجارة.

## تطور الصناعة
عرفت قطر بعض الصناعات الحرفية منذ عصور قديمة، وكانت الصناعات القطرية في تلك الحقب تقوم على عدد من الحرف والصناعات المحدودة التي دعت إليها الحاجة، لتحقيق بعض الأغراض الوقائية والمعيشية؛ كالدفاع عن النفس والعشيرة، وتلبية مطالب الحياة المُلحة، ولم تكن هذه الصناعات مبنية على نظريات علمية تطبيقية، بل كانت تقليدا للطبيعة.
ومع مرور الوقت أخذت الصناعات تتطور وتنمو تبعا لنمو الذوق الفني، وعلى هذا يمكن القول إن الصناعات سبقت الفنَّ، ثم امتزجت به حينما ارتقى الإنسان في معيشته بعض الشيء، وأخذ يتطلع إلى الكماليات، ومن هنا نشأ الفن الصناعي والذوق.
وإذا أردنا الاستدلال على ذلك فسنأخذ المنسوجات التي عرفها الإنسان منذ القدم كمثال، لكن من العبث أن نحاول رسم صورة صادقة للمنسوجات في تلك العصور، وذلك بسبب غياب الدلائل التاريخية والأثرية المادية الموضحة لذلك.
على أي حال كانت المنسوجات من الصناعات الأولى التي عرفها الإنسان في نهاية العصر الحجري؛ حيث اكتُشفت نماذج بدائية منها، موجودة حاليا في متاحف سويسرا والدنمارك.
ومن المؤكد أن تلك المنسوجات كانت بسيطة، وتهدف إلى تغطية الجسم وستر العورة، وتطوَّرت مع مرور الزمن، حتى وصلت إلى درجة من الفن والجودة؛ حيث كان الإنسان يبحث عن النسيج الجيد ذي الطابع الفني، وكانت هذه هي حال المنسوجات القطرية التي مرت بمراحل عدة حتى صارت ذات شهرة كبيرة، وانتشار واسع وجودة عالية، مما دفع الناس إلى الإقبال على شرائها والفخر بارتدائها.

## أهم الصناعات الحرفية
وُجد في قطر صناعات حرفية عديدة؛ أهمها:

### (أ‌)	صناعة المنسوجات
تُعد المنسوجات القطرية من الصناعات التي تمتدُّ جذورها إلى عصور قديمة؛ حيث برع فيها القطريون منذ القدم، ونالت منسوجاتهم شهرة واسعة في عواصم البلدان الإسلامية وغيرها من البلدان.
وشجَّع على قيام صناعة المنسوجات وفرة المواد الخام من القطن والصوف، في البيئة القطرية، ووفرة المواد المستوردة، إضافة إلى توفُّر الأصباغ التي تُستعمل في هذا الشأن، وتُعد ((الفوة)) من النباتات التي تستخرج منها الأصباغ الحمراء، وكذلك نبات النيلة الذي يُستخرج منه اللون الأزرق، ونبات الزعفران الذي يُستخرج منه اللون الأصفر.
اشتهرت قطر بالمنسوجات ذات الأصناف المتعددة والألوان المختلفة، فكانت مركزا صناعيا تميَّز بجودة مصنوعاته التي ذاع صيتها في الشرق والغرب، وسبق أن أشرنا إلى ما ذكره ياقوت الحموي من أن قطر اشتهرت بالصناعة منذ وقت مبكر، وهذا ما نجده في قول الشاعر:
كَساكَ الحَنظَليُّ كِساء صُوفٍ:::: وقِــطـريًّا فأنتَ به تَـفـيـدُ
أي إن الملبوسات نُسجت في قطر، وفي ذلك يقول الأزهري: ((مدينة يُقال لها قطر، وأحسبهم نسبوا هذه الثياب إليها، فخففوا وقالوا قِطري، والأصل قَطَري...))، ونتيجة لجودة المنسوجات ذاع صيتها، وتناقل الرواة الأخبار عنها على مرِّ السنين، وحفظوا أوصافها ومميزاتها، ويؤكد ذلك ما ذكره ياقوت الحموي: ((البرود القطرية حمر لها أعلام فيها بعض الخشونة، وقال خالد بن جنبة هي حلل تُعمل في مكان لا أدري أين هو، وهي جياد وقد رأيتها وهي حمر تأتي من قبل البحرين، قال أبو منصور في أعراض البحرين...))، وهذا يدل على جودة المنسوجات في قطر.
لم تقف شهرة قطر بمنسوجاتها عند العصر القديم، ولكن امتدت إلى العصر الإسلامي أيضًا؛ فمما تفتخر به المنسوجات القطرية أن الرسول محمد صلى الله عليه وسلم، ارتدى المنسوجات القطرية، وهذا ا من حديث أنس رضي الله عنه؛ فقد روي عنه قوله «خَرجَ الرسول صلى الله عليه وسلم مُتوكِّئًا على أسامة، وعليه بُردٌ قِطري»، كما عرف عن الخليفة عمر بن الخطاب رضي الله عنه، ارتداؤه المنسوجات القطرية؛ ففي حديث عاصم قال: «خرجت مع ظاهل المدينة في يوم عيد، فرأيت عمر بن الخطاب يمشي حافيًا.... مشرفًا على الناس كأنه على دابة ببرد قطري».

### (ب) صناعة الأسلحة
عرفت قطر صناعة الأسلحة منذ القدم؛ حيث اشتهرت مناطق الخط -ومنها قطر- بصناعة الأسلحة وعدد من الصناعات المختلفة، ومن أبرز ما اشتهر عن هذا الإقليم صناعة الرماح التي نُسبت إليه وسُميت باسمه ((الرماح الخطية))، وعُرفت هذه الرماح بجودتها، ويؤكد ذلك ما ذكره الكبري حين أشار إلى أن رماح الخط رماح جيدة، إما تكون من الخط، أو هندية أحدثت صقلا.
ويُفهم من كلام الكبري:
- أن الرماح التي تُصنع في الخط؛ مثل قطر والبحرين وغيرهما، هي رماح ذات جودة.
- أن الرماح الخطية رماح صُنعت في مدن الخط، أو أنها جُلبت من الهند ثم خضعت لإعادة التصنيع.

ولم تكن صناعة الرماح الصناعةَ الوحيدة التي اشتهرت بها قطر، بل اشتهرت أيضا بصناعة الأسلحة الأخرى، ومن أمثلتها السيوف التي كانت مزدهرة فيها، وكذلك السهام، ومازال ((متحف قطر الوطني)) يحتفظ برؤوس سهام وسيوف حديدية.

### (ج) صناعة الفخار والخزف
ازدهرت صناعة الفخار والخزف في قطر على مرِّ العصور، وشجَّع على قيامها وفرة المادة الخام اللازمة لها والمنتشرة في كثير من المناطق، فضلا عن وفرة الأكاسيد الضرورية لهذه الصناعة؛ مثل الرصاص. وتُعد الأدوات المنزلية من أهم المنتجات الخزفية والفخارية، سواء في ذلك الخاصة بالمياه، كالجرار والكيزان، وتلك التي تُستخدم للأطعمة؛ كالصحون وغيرها.
وقد أشارت التقارير الأثرية إلى وجود مخلفات للفخار والخزف في قطر طوال العصور التاريخية القديمة، وعُثر على جرة في موقع ((شقرة))، وبقايا أوانٍ فخارية في موقع ((بن غنام)) تعود إلى العصر الجاهلي، وهذه الأدوات محفوظة في ((متحف قطر الوطني)).
فضلا عن ذلك، عُثر على بعض الأدوات في عدد من المواقع القطرية تعود إلى العصر الإسلامي، ومن بين تلك الأدوات جرار المياه. ويحتفظ ((متحف قطر الوطني)) بجرة عائدة إلى العصر العباسي وبعض الأدوات التي وجدت في قلعة مروب، التي بنيت كذلك في العصر العباسي.
وكان للفخار حضور في الصناعة القطرية؛ ففي موقع ((أم الماء)) عُثر على فخار أحمر شديد الاحتراق يعود إلى القرن الأول قبل الميلاد.
ويبدو أن صناعة الفخار في قطر مرَّت بمراحل من التطور؛ فبعد العثور على الفخار الأحمر شديد الاحتراق، عُثر على شقاف فخار عبارة عن طاسات مطلية باللونين الأحمر والأسود وجدت في موقع ((رأس عوينات))، وهي المرَّة الأولى التي يُعثر فيها على هذا النوع من الفخار، وهو محفوظ حاليا في ((متحف قطر الوطني)).
وعرفت قطر صناعة الخزف منذ القدم؛ ففي موقع ((المزروعة)) وُجدت بعض الشقاف الخزفية وجاءت مشابهة للخزف الساساني، وحُدِّد تاريخها بين القرن الثاني قبل الميلاد والقرن السابع الميلادي، بحسب ما جاء في تقارير البعثة الدنماركية.

### (د) صناعات أخرى
ما ذكرناه سابقا ليس كل الصناعات؛ فثمة صناعات مختلفة كثيرة، كالصناعات الزجاجية، ويؤكد ذلك العثور على دورق زجاجي محفوظ حاليا في ((متحف قطر الوطني)).
وأحسب أن هناك صناعات أخرى كانت موجودة في قطر؛ مثل دباغة الجلود وصناعة القرب وأواني الشرب والمزاود والنعال والخفاف وغيرها، غير أن المصادر صمتت عن ذلك.